# 索契國家公園

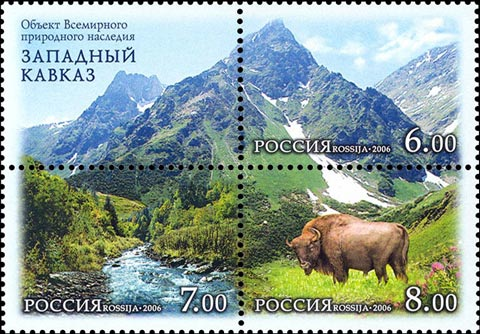

索契國家公園是俄羅斯的國家公園，位於該國西南部克拉斯諾達爾邊疆區，成立於1983年5月5日，面積1,937平方公里，鄰近索契，有馬鐵菊頭蝠、歐洲野牛、歐亞水獺、豹、長翼蝠、狹耳鼠耳蝠等哺乳類動物棲息。